# Labatmale
Labatmale es una comuna francesa de la región de Aquitania en el departamento de Pirineos Atlánticos.
El topónimo Labatmale fue mencionado por primera vez en el siglo XI con el nombre de Villa de Bas .

## Demografía
| 283 | 282 | 331 | 375 | 354 | 380 | 350 | 338 | 355 | 324 | 329 | 345 | 348 | 330 | 310 | 278 | 285 | 285 | 264 | 274 | 266 | 263 | 241 | 227 | 218 | 214 | 210 | 195 | 188 | 199 | 208 | 212 | 203 | 244 |
| Para los censos de 1962 a 1999 la población legal corresponde a la población sin duplicidades (Fuente: INSEE [Consultar]) |     |     |     |     |     |     |     |     |     |     |     |     |     |     |     |     |     |     |     |     |     |     |     |     |     |     |     |     |     |     |     |     |     |